# 1353
1353 је била проста година.

## Смрти
- Википедија:Непознат датум — Свети Теогност - митрополит кијевски